# هرمز میلانیان
هرمز میلانیان (۱۳۱۶ در تهران ـ ۲۱ آبان ۱۳۹۳ در پاریس) زبان‌شناس ایرانی و استاد زبانشناسی دانشگاه تهران بود. میلانیان تحصیلات خود را در رشتهٔ زبانشناسی در دانشگاه سوربن و تحت هدایت  آندره مارتینه تکمیل کرد.

## زندگی‌نامه
پدرش، حسن میلانیان، فرمانده ناو «پلنگ» بود که در حملهٔ متفقین به ایران (روس‌ها از شمال و انگلیسی‌ها از جنوب)، هنگام دفاع از آبادان، زخمی شد و پس از انتقال به تهران در ۳۸ سالگی درگذشت. مادرش درخشنده شیمی مسئولیت بزرگ کردن و تربیت هرمز و برادر کوچک‌تر، هومان را برعهده گرفت.
هرمز میلانیان تحصیلات ابتدایی و متوسطه را در تهران در دبیرستان‌های شرف و دارالفنون سپری کرد. علاقه‌ای که به ادبیات، به‌ویژه ادبیات فارسی، داشت موجب شد پس از دریافت دیپلم متوسطه در رشتهٔ ادبی و موفقیت در امتحان ورودی دانشکدهٔ ادبیات دانشگاه تهران به سال ۱۳۳۴، در رشتهٔ ادبیات فارسی ادامه تحصیل دهد. در سال ۱۳۳۷، پس از اخذ درجهٔ لیسانس در رشتهٔ ادبیات فارسی، علاقه‌ای که به آموختن زبان‌های بیگانه داشت، وی را مصمم کرد که به تحصیل در رشتهٔ «زبان‌شناسی» بپردازد، بااین‌که تصویر چندان روشنی از این دانش کمابیش نوین نداشت. در شهریورماه ۱۳۳۹ (۱۹۶۰)، شرایط ادامه تحصیل در این رشته برای او پیش آمد و به پاریس رفت و از دانشگاه سوربن دکترا گرفت.
هرمز میلانیان، پس از مراجعت از فرانسه به ایران در سال ۱۳۴۴، در بنیاد فرهنگ ایران، مسئولیت پژوهش در زمینهٔ تاریخ زبان فارسی را زیر نظر پرویز خانلری بر عهده گرفت. در نیمهٔ دوم سال تحصیلی ۴۵–۱۳۴۴، پس از موفقیت در امتحان استادیاری، به‌عنوان استادیار زبان‌شناسی در دانشگاه تهران به استخدام رسمی درآمد. در شهریورماه ۱۳۴۹ به مدت یک سال تحصیلی، به‌عنوان استادیار مهمان، به دانشگاه ایلینوی در اوربانا برای تدریس زبان فارسی اعزام شد.
پس از بازگشت به ایران در سال ۱۳۵۰، بار دیگر به تدریس در دانشگاه تهران ادامه داد و چند سال بعد به رتبهٔ دانشیاری ارتقا یافت. در طول سال‌های ۵۰ خورشیدی، با فرهنگستان زبان ایران نیز همکاری داشت و در جلساتی از کمیسیون واژه‌گزینی آن شرکت داشت. میلانیان، پیش از پیروزی انقلاب، به مدت یک سال و نیم به‌عنوان مدیر گروه زبان‌شناسی و فرهنگ و زبان‌های باستانی دانشگاه تهران انتخاب شد.
هرمز میلانیان سرپرستی پژوهش‌هایی را در زمینهٔ دستور زبان، تلفظ و املای فارسی بر اساس آزمون پاسخگویان فارسی‌زبانِ برخوردار از تحصیلاتِ لااقل دبیرستانی را برعهده داشت. همچنین وی در چندین کنگره و همایشِ تحقیقات ایرانی و نیز زبان‌شناسی عمومی در ایران و خارج از کشور شرکت کرد. میلانیان، شش ماه پس از انقلاب، برای استفاده از فرصت مطالعاتی، که پروندهٔ دانشگاهی آن از مدت‌ها پیش آماده شد، عازم فرانسه گردید و کمی بعد، از سوی دانشگاه سوربن به عنوان استاد مهمان برای تدریس زبان، ادبیات و زبان‌شناسی فارسی در آن دانشگاه دعوت شد. این دوره فعالیت از سال ۱۹۷۹ تا سال ۱۹۸۵ به‌مدت شش سال به طول انجامید و از سال دوم، سرپرستی بخش فارسی آن دانشگاه به میلانیان واگذار شد.
میلانیان در شهریورماه ۱۳۷۵ (۱۹۹۶)، پس از ۱۷ سال، به ایران بازگشت که در آن زمان، به‌علت ترک خدمت از دانشگاه تهران اخراج شده‌بود. سپس به تألیف، ترجمه و تحقیق درزمینهٔ زبان‌شناسی عمومی و فارسی پرداخت و در این زمینه با مؤسسه فرهنگی شهید رواقی، انتشارات هرمس و نیز انتشارات فرهنگ معاصر همکاری داشت. او عضو انجمن زبان‌شناسی پاریس و انجمن جهانی زبان‌شناسی نقشگراست.
دکتر میلانیان سال‌های پایانیِ عمرش، در یکی از بیمارستان‌های مخصوص بیماران آلزایمری در فرانسه بستری بود. وی روز چهارشنبه ۲۱ آبان ۱۳۹۳ در پاریس در فرانسه درگذشت و در گورستان مونپارناس به خاک سپرده شد.

### تألیف
- زبان‌شناسی (مجموعه مقالات)، هرمز میلانیان و رضا سیدحسینی، تهران: انتشارات وزارت فرهنگ و ارشاد اسلامی، ۱۳۸۳
- کزین برتر اندیشه برنگذرد، هرمز میلانیان و محمدحسن جلیلی، تهران: انتشارات وزارت فرهنگ و ارشاد اسلامی، ۱۳۸۲

### ترجمه
- «تراز دگرگونی‌های آوایی: جستاری در واج‌شناسی درزمانی»، اثر آندره مارتینه، تهران: انتشارات هرمس (۱۳۸۰)
- «مبانی زبان‌شناسی عمومی: اصول و روش‌های زبانشناسی نقش‌گرا»، اثر آندره مارتینه، تهران: انتشارات هرمس (۱۳۸۰)

### مقدمه و حواشی
- دستورزبان فارسی معاصر، ژیلبر لازار، ترجمهٔ مهستی بحرینی (توضیحات و حواشی هرمز میلانیان)، تهران: انتشارات هرمس (۱۳۸۴)